# Maxillaria truncatilabia
Maxillaria truncatilabia är en orkidéart som beskrevs av Rudolf Schlechter. Maxillaria truncatilabia ingår i släktet Maxillaria och familjen orkidéer.
Artens utbredningsområde är Colombia. Inga underarter finns listade i Catalogue of Life.